# Bernardina Alves Barbosa
Bernardina Alves Barbosa, baronesa e viscondessa de Santa Justa (Vassouras, 21 de agosto de 1839 — Rio de Janeiro, 04 de maio de 1915), foi uma nobre brasileira.
Casada com seu primo Francisco Alves Barbosa, 2º barão de Santa Justa, foi agraciada viscondessa, depois de viúva, a 9 de fevereiro de 1889.